# Roeselia milletes
Roeselia milletes är en fjärilsart som beskrevs av Dyar 1914. Roeselia milletes ingår i släktet Roeselia och familjen trågspinnare. Inga underarter finns listade.